# Puma (značka)

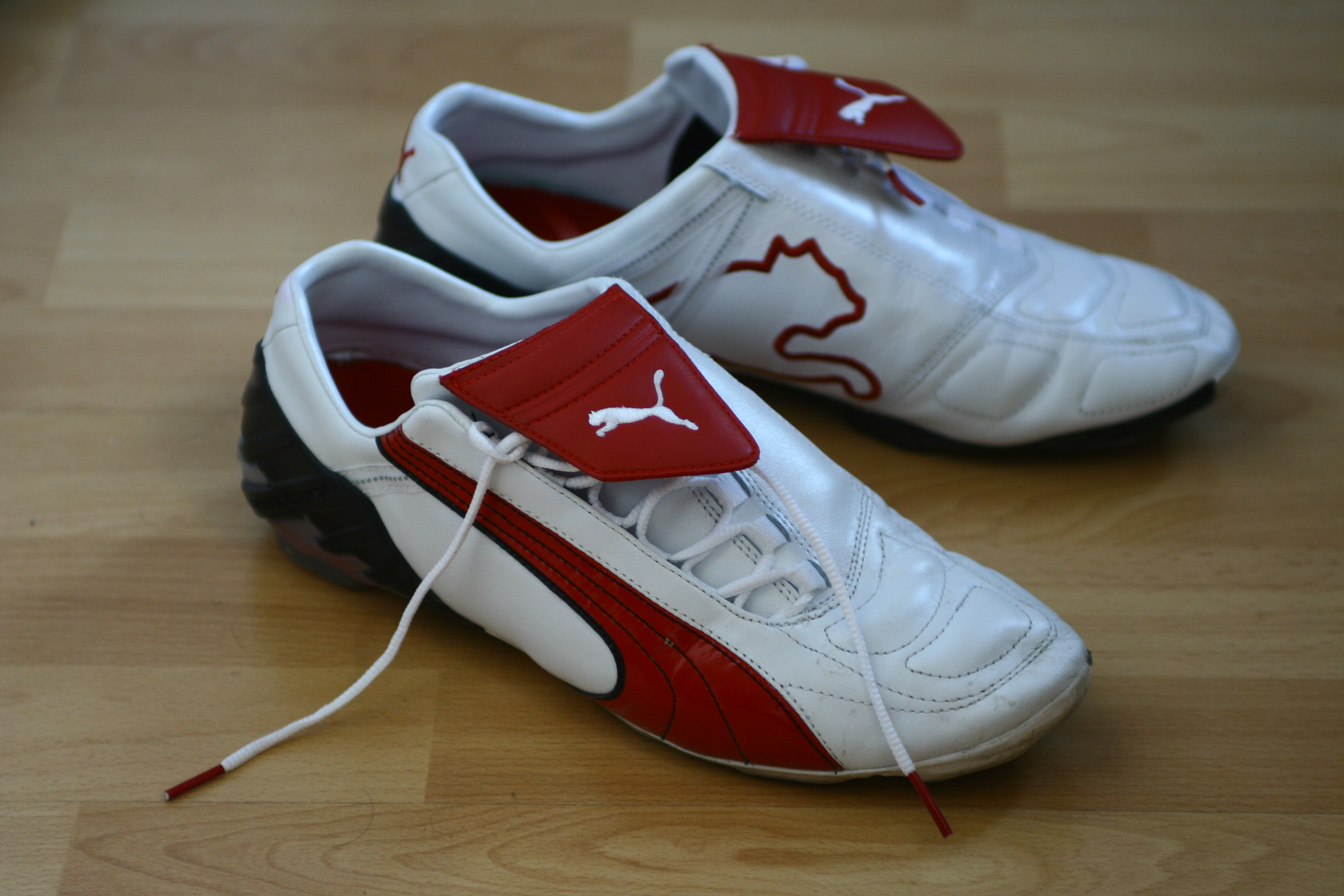
Sportovní obuv značky Puma.

Puma AG Rudolf Dassler Sport, zkráceně Puma, je německá společnost specializující se na výrobu sportovního oblečení, vybavení a obuvi. Byla založena Rudolfem Dasslerem roku 1924 a později registrována v roce 1948. Puma je známá jako výrobce fotbalové obuvi a ve své historii sponzorovala mnoho významných fotbalistů (Pelé, Eusébio, Johan Cruijff, Enzo Francescoli, Diego Maradona, Lothar Matthäus, Kenny Dalglish, Didier Deschamps, Gianluigi Buffon, Luis Suárez, Antoine Griezmann či Neymar). Sponzoruje rovněž některé národní fotbalové týmy, jako např.: italskou nebo českou fotbalovou reprezentaci.
S tenisovými raketami hráli například Boris Becker nebo Tim Henman.

## Zakladatelé
Rudolf Dassler spolu se svým bratrem Adolfem založili v roce 1924 firmu na výrobu sportovní obuvi Gebrüder Dassler Schuhfabrik, ale v roce 1948 se rozešli. Rudolf založil opět firmu vyrábějící sportovní obuv a pojmenoval ji podle prvních dvou písmen ze svého jména Ruda (RUdolf DAssler), následně však firmu přejmenoval na Puma Schuhfabrik Rudolf Dassler. Obdobně postupoval i Adolf (Adi), který do názvu své firmy použil první tři písmena svého zkráceného křestního jména i příjmení a založil současný velký koncern Adidas.

## Logo
Od 10. ledna 1968 zdobí logo firmy silueta kočkovité šelmy, americké pumy, která se brzy stala neodmyslitelnou součástí značky (už více než 50 let). Za návrhem „pumy při výskoku“ stojí německý karikaturista Lutz Backes (*1938).

## Sponzorství

#### Fotbalové týmy:
- Borussia Dortmund
- Borussia Mönchengladbach
- SpVgg Greuther Fürth
- Holstein Kiel
- SV Sandhausen
- Crystal Palace FC
- Manchester City FC
- West Bromwich Albion FC
- Rotherham United FC
- Blackpool FC
- Wigan Athletic FC
- Barnsley FC
- Peterborough United FC
- Plymouth Argyle FC
- Olympique Marseille
- RC Lens
- Stade Rennais FC
- Fenerbahçe SK
- PSV Eindhoven
- Valencia CF
- Girona FC
- Sporting de Gijón
- US Sassuolo Calcio
- 1. FC Slovácko
- FK Mladá Boleslav
- Bohemians Praha 1905
- FC Baník Ostrava
- Malmö FF
- BK Häcken
- Randers FC
- Lillestrøm SK
- IFK Helsinky
- IFK Mariehamn
- Kuopion Palloseura
- Vaasan Palloseura
- FC Honka Espoo
- SK Rapid Vídeň
- FK Dynamo Moskva
- FK Krasnodar
- FK Rostov
- Servette FC
- OFI Kréta
- Melbourne City FC
- Cerezo Ósaka
- Kawasaki Frontale
- Šimizu S-Pulse
- Kjóto Sanga FC
- Pohang Steelers
- Suwon Samsung Bluewings
- Jeju United FC
- Al-Sadd SC
- Al Ahli SC
- Al-Duhail SC
- Al-Gharafa SC
- Al-Rayyan SC
- Al-Wakrah SC
- Qatar SC
- Al-Hilal FC

#### Fotbalové národní týmy:
- Česko
- Uruguay
- Srbsko
- Švýcarsko
- Portugalsko
- Rakousko
- Island
- Izrael
- Egypt
- Ghana
- Senegal
- Pobřeží slonoviny
- Maroko